# Židovské muzeum v Praze

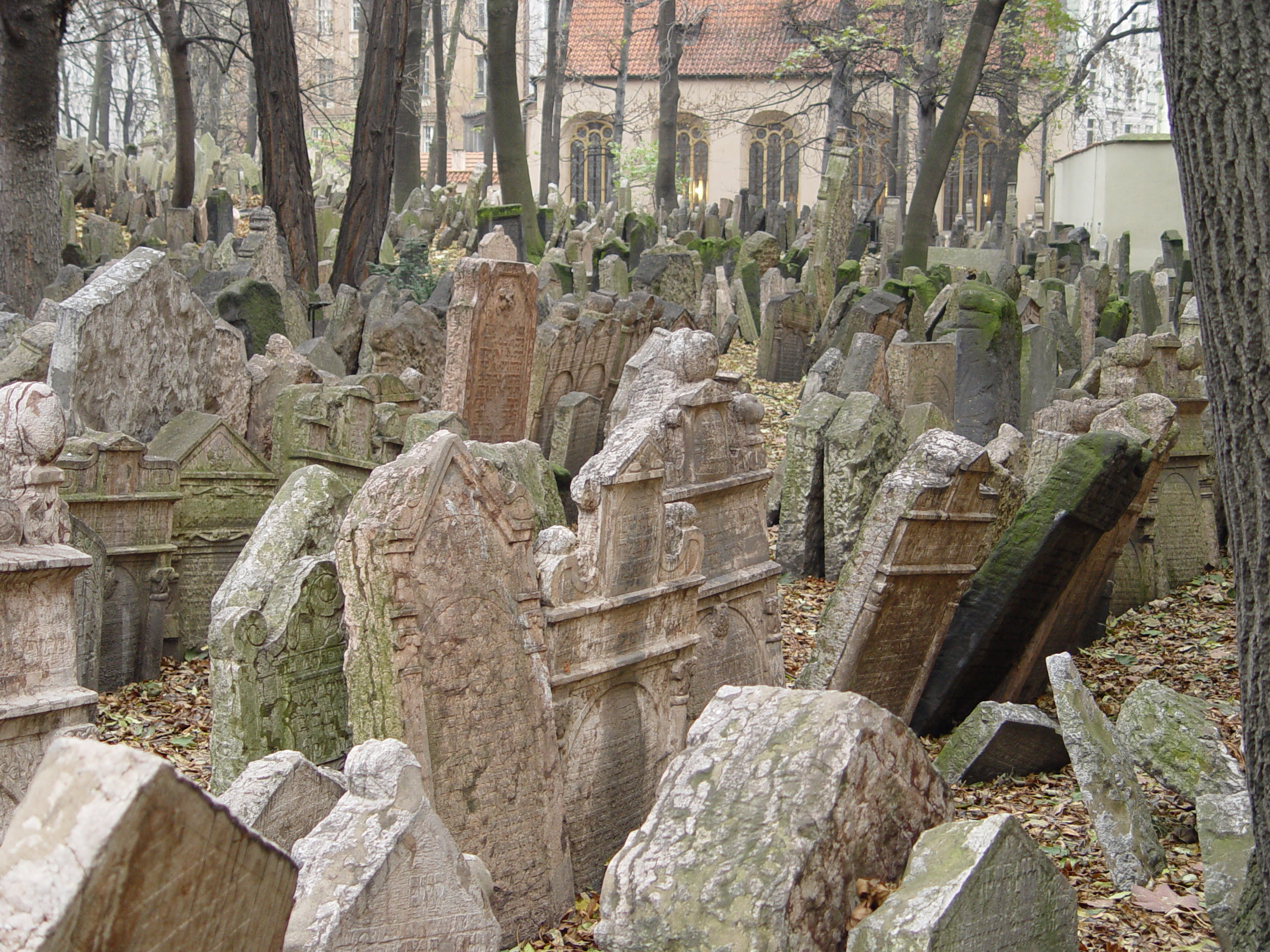
Starý židovský hřbitov, v pozadí Pinkasova synagoga

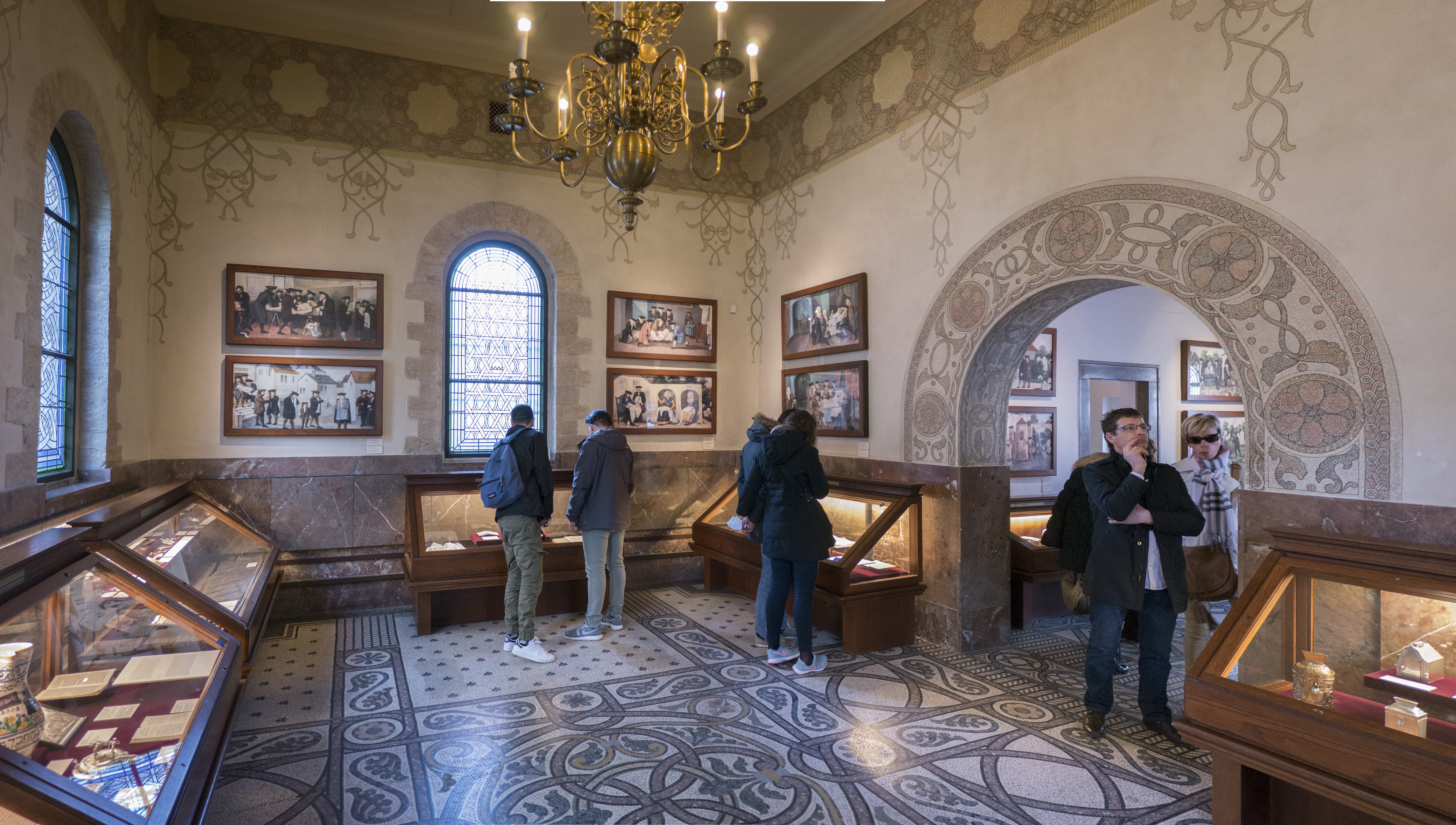
Interiér s tematickou expozicí pohřebního bratrstva „Chevra kadiša“ ve Staré obřadní síni

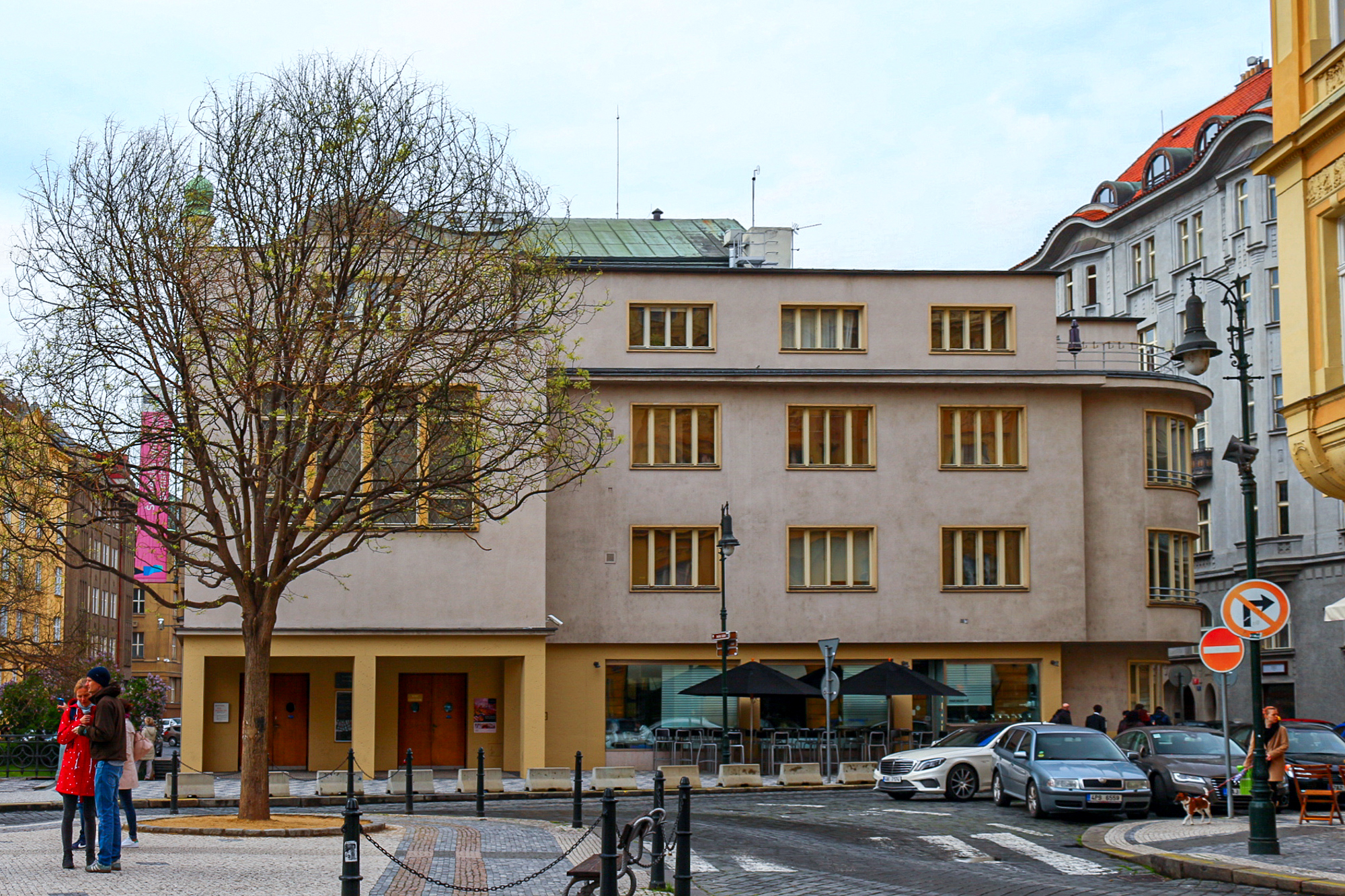
Židovské muzeum v Praze a knihovna ŽM v roce 2017

Židovské muzeum v Praze bylo založeno roku 1906 a spravuje jednu z nejrozsáhlejších 
sbírek judaik na světě, která obsahuje na 40 000 sbírkových předmětů, 100 000 knih a bohatý archiv židovských náboženských obcí v Čechách a na Moravě. Je trvale jedním z nejvíce navštěvovaných muzeí v Česku. Muzeum spravuje i Španělskou synagogu, budova které je na ulicích Dušní a U Staré školy.

## Historie

### Vznik muzea a jeho vývoj (1906–1939)
Židovské muzeum vzniklo roku 1906. U jeho zrodu stáli dr. Salomon Hugo Lieben (1881–1942) a dr. August Stein (1854–1937), pozdější předseda Pražské židovské obce. Účelem muzea bylo dokumentovat historii, tradice a zvyky židovského obyvatelstva v Čechách a zachovat cenné umělecké předměty z pražských synagog, zaniklých během asanace bývalého židovského ghetta.

### Muzeum za okupace českých zemí
Po zřízení Protektorátu Čechy a Morava vznikla v Praze v rámci okupačního aparátu Ústředna pro židovské vystěhovalectví (Zentralstelle für jüdische Auswanderung), později přejmenovaná na Ústřední úřad pro uspořádání židovské otázky v Čechách a na Moravě. Za instituci, která bude vykonávat příkazy Ústředny, byla určena Židovská náboženská obec v Praze, která v té době spravovala i muzeum. V roce 1942 přišel pracovník Pražské obce JUDr. Karel Stein (1906–1961) s návrhem, aby byl v Praze pod hlavičkou muzea uschován movitý majetek židovských obcí na území Protektorátu. Předměty z vylidněných židovských obcí, jejichž členové byli deportováni do terezínského ghetta, byly interpretovány jako výlučně umělecké, a tedy vhodné pro uchování.
Nacisté s tímto návrhem souhlasili. Z jejich pohledu jim měli židovští pracovníci muzea ulehčit práci. Konvenovala jim představa, že v Praze bude shromážděn veškerý movitý majetek židovských obcí Čech a Moravy, i když se nedá vyloučit, že sledovali i jiné záměry. Často citovaná domněnka, že nacisté usilovali vytvořit takzvané muzeum vyhynulé rasy, není fakticky doložena. Skutečností naproti tomu je, že v důsledku válečných událostí počet muzejních předmětů mezi lety 1941–1945 z několika tisíc mnohonásobně vzrostl a že veškerá aktivita v tomto směru vycházela ze strany Pražské židovské obce. Muzeum pracovalo velmi profesionálně pod odborným vedením Tobiase Jakobovitse a Josefa Poláka.

### Poválečné období (1945–1994)
Po válce, jejímiž oběťmi se stalo na 80 000 českých a moravských židů, nebylo až na výjimky komu vracet v muzeu uschované a konfiskované předměty. Muzeum s novým posláním připomínat válečnou tragédii obnovilo již 13. května 1945 svou činnost pod správou Rady židovských náboženských obcí a vedením Hany Volavkové a 26. června 1946 se pak uskutečnila první poválečná výstava muzea. Kromě předmětů židovské hmotné kultury začalo muzeum spravovat také knihy, které ve válce ztratily své majitele: tyto knihy se pak staly součástí muzejní knihovny, jež oficiálně vznikla roku 1950.
Dne 4. dubna 1950 bylo muzeum komunistickým režimem zestátněno a přejmenováno na Státní židovské muzeum. V období komunistické diktatury až do jejího pádu v listopadu 1989 byla existence muzea z ideologických důvodů opakovaně zpochybňována. Činnost muzea podléhala přísnému dohledu státních orgánů. Pod záminkou boje proti sionismu byla omezována až znemožňována jeho výstavní, badatelská a publikační činnost stejně jako kontakty se zahraničními odborníky. Snáze se prosazovala jen vybraná témata, která se hodila do konceptu boje za mír a proti fašismu. Odkazem na tento smysl obhajovalo muzeum kupříkladu vytvoření památníku českým a moravským obětem šoa, pro nějž se rozhodlo roku 1954 a slavnostně jej otevřelo o 6 let později. Stát se nestaral ani o sbírky, ani o budovy, v nichž muzeum sídlilo. To nicméně neznamená, že muzeum rezignovalo na jakoukoli obtížněji prosaditelnou iniciativu: Josef Hráský se v letech 1960–1971 staral o pořádání sbírek drahých kovů a cínu. Muzeum mimo jiné začalo v roce 1965 vydávat odborný časopis Judaica Bohemiae, který vychází dosud.   
Novou ředitelkou muzea po sametové revoluci se v roce 1991 stala Ludmila Kybalová. Také její zásluhou byly v roce 1994 budovy, v nichž muzeum působilo, stejně jako Starý židovský hřbitov navráceny Židovské obci v Praze a sbírky byly restituovány Federaci židovských obcí v České republice jako právnímu nástupci zaniklých židovských komunit. Následně v září 1994 bylo založeno zájmové sdružení právnických osob Židovské muzeum v Praze, jehož členy se staly Federace židovských obcí v České republice a Ministerstvo kultury České republiky. Ve správní a dozorčí radě muzea je dále zastoupena Židovská obec v Praze. Roku 1994 se na základě volby rady stal ředitelem Židovského muzea v Praze Leo Pavlát. Od 1. července 2023 ho nahradila jako nová ředitelka Pavla Niklová.

## Současnost
Židovské muzeum v Praze v současnosti tvoří následující objekty:
- Maiselova synagoga
- Pinkasova synagoga
- Španělská synagoga
- Klausová synagoga
- Obřadní síň pražského pohřebního bratrstva
- Starý židovský hřbitov
- Galerie Roberta Guttmanna
- Archiv sídlící ve Smíchovské synagoze

Židovské muzeum v Praze je jedním z nejstarších a kontinuálně existujících židovských muzeí na světě. Spravuje rozsáhlou sbírku judaik a bohatý knižní a archivní fond. Většina exponátů pochází z majetku židovských obcí a rodin, které byly vyvražděny během holokaustu. Kromě svého tragického válečného osudu je sbírka ojedinělá i tím, že pochází z jednoho uceleného území. Ve svém souhrnu tak podává celistvý obraz o životě a historii Židů v regionu Čech a Moravy a je nositelem jejich kulturní a duchovní paměti. Muzeum sídlí v pražských synagogách a dalších židovských památkách.
Od roku 1996 v Praze a od roku 2006 i v Brně slouží k rozvíjení osvětové a vzdělávací činnosti Židovského muzea v Praze samostatné oddělení.  
V únoru 2014 muzeum otevřelo v Maiselově ulici Informační a rezervační centrum s multimediálním informačním prostorem a nabídkou doplňujících služeb. 

## Návštěvnost
S návštěvností mezi 650 000–700 000 návštěvníků ročně se jedná o jednu z nejvíce vyhledávaných památek v Česku.